# Vakataka

Indien um 375 n. Chr.

Die Vakataka waren eine frühmittelalterliche indische Dynastie, die ein Gegengewicht zu den Gupta darstellte. Sie setzte sich im späten 3. Jahrhundert als wichtigste Nachfolgedynastie der Satavahanas durch und regierte bis zum Ende des 5. Jahrhunderts über große Teile des heutigen Bundesstaats Maharashtra.

## Geschichte
Der Dynastiegründer hieß Vindhyashakti (reg. ca. 248–284), was auch der Name der Göttin des Vindhyagebirges war. Er war Brahmane und stammte wahrscheinlich von dort. Der nächste Herrscher war Pravarasena I. (reg. ca. 284–344), welcher 60 Jahre lang regierte, das Reich zu einer Großmacht formte und sich als „Allherrscher“ bezeichnete. Er war mit den Naga-Königen im Gangestal verschwägert.
Selbst der große Eroberer der Gupta, Samadragupta (reg. 335–375) scheint einen Krieg mit den Vakataka vermieden zu haben. Es ist zwar möglich, dass der Rudradeva in Samadraguptas Siegesinschrift von Allahabad mit Pravarasenas Sohn Rudrasena I. identisch ist. Aber es kann sich dabei um keinen nachhaltigen Erfolg Samadraguptas gehandelt haben.
Zu jener Zeit scheint sich der Staat zeitweise geteilt zu haben. Rudrasena II. (reg. ca. 385–390) heiratete Prabhavatigupta, die Tochter des Guptakönigs Chandragupta II. (reg. 375–413/15). Als er nach kurzer Regierung starb, übernahm Prabhavatigupta 20 Jahre lang die Regentschaft für ihre minderjährigen Söhne und fügte den Staat quasi in den Reichsverband ihres Vaters ein. Der dritte Sohn der Guptatochter, Pravarasena II. (reg. ca. 410–440) löste sich wieder von der Vormundschaft der Gupta, organisierte seinen Staat neu (seine Provinzbeamten trugen den Titel „General“) und hinterließ viele Inschriften. Enge Beziehungen zwischen beiden Reichen blieben aber erhalten, so dass die Kultur der Gupta auch im Süden wirkte.
Zwei Generationen später kam Harishena, ein Prinz aus einer Seitenlinie in Berar, an die Macht und verdrängte die Nachkommen Pravarasenas II. Er regierte gegen Ende des 5. Jahrhunderts, expandierte und gilt aufgrund einer Inschrift in Höhle XVI als Bauherr und/oder Stifter in Ajanta, aber danach zerfällt das Reich in politischen Unruhen.
Die Vakataka ließen im Gegensatz zu den Gupta keine Münzen prägen und auch von ihren Nachbarn sind keine nennenswerten Münzfunde bekannt.

## Nachfolge
Das Erbe der Vakatakas übernahmen zunächst die Frühen Kalachuri. Um die Mitte des 6. Jahrhunderts traten die Chalukyas von Vatapi (heute Badami) an deren Stelle.

## Vakataka-Könige
(Die Datierungen wechseln je nach Quelle.)
- Vindhyashakti (248–284)
- Pravarasena I. (284–344), danach Aufteilung in vier Familienzweige seiner Söhne
- Rudrasena I. (330–355), Sohn von Gautamiputra, Enkel von Pravarasena I.
- Prithvisena I. (355–380)
- Rudrasena II. (385–390)
- Prabhavatigupta, Regentin (390–410) für Divakarasena und Damodarasena
- Damodarasena (Pravarasena II.) (410–440)
- Narendrasena (440–460)
- Prithvishena II. (460–480)
- Harishena (480–510), Sohn von Devasena aus Vatsagulma-Linie
- Sarvasena (III.), Sohn Harishenas, von Vasallen gestürzt